# Queen Nazarene

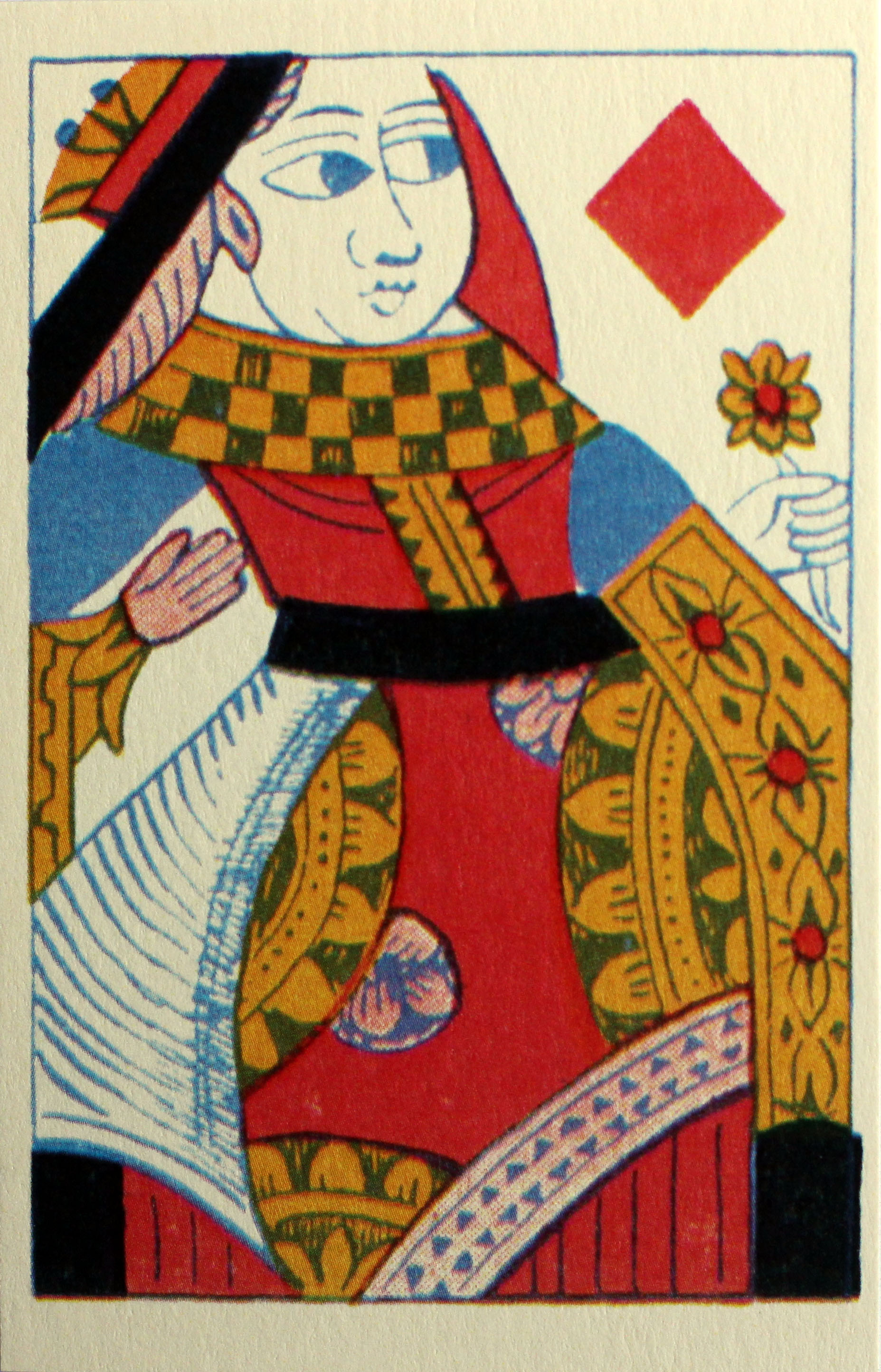
Queen Nazarene

Queen Nazarene, auch Queen Nazareen, ist ein altes englisches Kartenspiel, das schon 1674 von Charles Cotton beschrieben wurde. Es ist ein Vorgänger von Newmarket.

## Geschichte
Die erste Beschreibung von Cotton (1674) läuft so:

“There may as many play at this Game as the Cards will allow of, five Cards are dealt to every Player. The Queen of Diamonds is Queen Nazareen, and he that hath it, demands three apiece of every Player. The Knave of Clubs is called Knave Knocher, and he that hath it challengeth two apiece. If women play among men it is customary for Knave Knocher to kiss Queen Nazareen. Lastly, he that lays down a King the last Card that is plaid challengeth one, and begins again; and he that hath first plaid away his Cards demands as many Counters as there are Cards in the hands of the rest.”

Diese Regeln wurden mit geringfügigen Änderungen in allen Ausgaben von The Compleat Gamester bis zur 8. Ausgabe (1754) nachgedruckt.

## Regeln
Die folgende Regeln sind nach Cotton (1674) und Parlett (1991) zusammengefasst:
Queen Nazarene ist, wie Newmarket, Poch, Elfer raus und Kartendomino, ein Spiel der sogenannten Stops-Gruppe. Bis zu zehn Personen können mit einem normalen Kartenspiel zu 52 Blatt ohne Joker teilnehmen. Die Asse sind die niedrigsten Karten. Der Kartengeber gibt jedem einzelnen 5 Karten; die übriggebliebene Karten werden verdeckt an der Seite als Talon weggelegt. Die Vorhand spielt eine beliebige Karte aus und danach die im Range nächsthöhere Karte derselben Farbe, wenn sie sie hat, usw. bis diese Kette abbricht, weil sie entweder mit dem entsprechenden König abgeschlossen wird oder nicht mehr weiter fortgesetzt werden kann, da die benötigte Folgekarte im Talon liegt. Der Spieler, der die letzte Karte (ein König) gespielt hat, darf nun mit einer beliebigen Karte aus seiner Hand eine neue Kette beginnen.
Auf diese Art wird nun das Spiel fortgesetzt, bis ein Spieler seine letzte Karte ablegen kann.
Im Laufe des Spiels bekommt der, der die Queen Nazarene – die Karodame – spielt, 3 Spielmarken von jedem Gegner. Der, der den Knave Knocker – den Treffbuben – spielt, bekommt 2 von jedem. Der Spieler, der einen König als letzte Karte einer Kette ablegt, bekommt eine Spielmarke von jedem.
Der Spieler, der zuerst seine letzte Karte ablegen kann, erhält nun von jedem Mitspieler so viele Spielmarken als Gewinn ausbezahlt, wie dieser noch Karten in seiner Hand hält.
Laut Cotton, wenn Männer und Frauen zusammen spielen, soll Knave Knocker, wenn er ein Mann ist, Queen Nazarene einen Kuss geben, wenn sie eine Frau ist (oder umgekehrt).